# Villar de Peralonso
Villar de Peralonso és un municipi de la província de Salamanca a la comunitat autònoma de Castella i Lleó. Limita al Nord amb Tremedal de Tormes, a l'Est amb Gejuelo del Barro, al Sud amb Villasdardo i Cipérez, i al Nord-oest amb Espadaña.

## Demografia
| 1991 | 1996 | 2001 | 2004 |
| ---- | ---- | ---- | ---- |
| 403  | 366  | 340  | 324  |